# Toy Story 2
Pour les articles homonymes, voir Toy Story (homonymie).
Série Classiques d'animation Pixar
1 001 Pattes
(1998) Monstres et Cie
(2001)
Série Toy Story
Toy Story
(1995) Toy Story 3
(2010)
Pour plus de détails, voir Fiche technique et Distribution.
Toy Story 2, ou Histoire de jouets 2 au Québec, est un film d'animation américain réalisé par John Lasseter, Ash Brannon et Lee Unkrich et sorti en 1999. C'est le 3e long métrage des studios Pixar. Coproduit par Walt Disney Pictures, il est la suite de Toy Story (1995).
Un troisième volet, Toy Story 3, est sorti au cinéma en 2010. Une série télévisée « spin-off », Les Aventures de Buzz l'Éclair, a également été réalisée en 2000, dont Buzz l'Éclair, le film : Le Début des aventures, long métrage directement sorti en vidéo, constitue le prologue.

## Synopsis
Momentanément mis au placard, Woody le cow-boy est enlevé par un collectionneur avide prénommé Al de la série Western Woody, dont il fait figure de héros en compagnie de Jessie la cow-girl, du cheval Pile-Poil et du chercheur d'or Papi Pépite. Woody se rend compte de sa popularité et se voit proposer une place dans un musée, évitant ainsi le risque d'être un jour délaissé par Andy. Ses amis, eux, traversent toute la ville pour le ramener chez leur propriétaire.

### Synopsis détaillé
Quelques années après le déménagement, Rex s’échine sur le jeu vidéo de Buzz l'Éclair alors que tout les jouets cherche le chapeau de Woody car il s’apprête à partir pour passer les vacances avec Andy aux camp des cowboys. Zigzag retrouve l le chapeau chez razmot, le nouveau chien d’Andy qui s’avère être dressé par Woody. Andy entre alors dans sa chambre, se préparant à partir avec Woody mais pas avant de s’amuser avec ses jouets mais pendant son temps de jeu, il déchire accidentellement le bras de Woody et n'est pas en mesure de l'emmener au camp. Après avoir été placé sur l'étagère, Woody regarde avec effroi que Andy part sans lui. 
Une nuit, il fait un cauchemar où Andy rentre plus tôt du camp et le jetant dans une poubelle à cause de son bras déchiré. Lorsque Woody se réveille le lendemain matin, il trouve un autre jouet cassé, Sifli, placé sur l'étagère depuis que son sifflet est cassé, la poussière aggrave son grincement brisé, et il commence à craindre qu'il soit bientôt jeté. Lorsque Sifli a été pris pour le vide-grenier, Woody intervient pour le sauver, mais se retrouve lui-même dans le vide-grenier. Il est vu par Al, un collectionneur de jouets obsessionnel. Il essaie d'acheter Woody à la mère d'Andy, mais elle refuse de le vendre. N'ayant pas réussi à négocier une vente, Al crée une distraction pour voler Woody, ce qui incite Buzz à agir. Il glisse dans la gouttière dans la vente de garage et voit Al entrer dans sa voiture après avoir rangé Woody dans le coffre. Buzz parvient à atteindre la voiture d’Al et tente d’ouvrir le coffre où se trouve Woody mais un nid-de-poule fait tomber Buzz de la voiture d’Al mais il récupère un indice avec qu’il ne s’échappe. 
Les autres jouets essaient d'enquêter sur le coupable. Cependant, Buzz essaie de decodé avec le numéro de plaque d'immatriculation et la plume 
où il découvre que le kidnappeur c’est le propriétaire du magasin de jouets nommé "la ferme aux aux jouets". Ils parviennent plus tard à trouver une publicité d’Al diffusée à la télévision pour tracer le plan pour y aller. Buzz se dirige ensuite vers la ferme aux jouets d'Al avec Rex, Bayonne, M. Patate et Zigzag pour sauver Woody.
Pendant ce temps, Woody est emmené à l'appartement réservé aux adultes d'Al, où il est accueilli par une cowgirl nommée Jessie, un cheval affectueux nommé Pile-Poil et le chercheur d'or, un jouet invendu encore dans sa boîte d'origine. Ils révèlent à Woody qu'il est un jouet de collection vintage Sheriff Woody et la star d'une émission télévisée pour enfants oubliée Western Woody, une série qui à été annulé depuis que les enfants se sont intéressé à l'espace. Maintenant qu'Al à Woody, sa collection est complète et en jouant avec certains des jouets, Woody apprend qu'Al a l'intention de vendre toute la collection à un musée à Tokyo, au Japon, mais Woody leur dit qu'il ne peut pas y aller car il est toujours le jouet d'Andy. Cela choque les autres, et Jessie commence à paniquer à l'idée de retourner au coffre. Le chercheur d'or explique que jusqu'à l'arrivée de Woody, ils ont tous les trois été entreposés car Al avait besoin de toute la collection, et sans Woody, ils seront remis en coffre. Plus tard, Al arrive et arrache accidentellement le bras déchiré de Woody complètement, ce qui fait que Woody tente de récupérer son bras, puis de retourner vers Andy, mais son plan échoue.
Au même moment, Buzz et ses amis trouve la ferme aux jouets d'Al et réussissent à l’atteindre en se cachant sous des cône de signalisation mais provoque des dégâts sur la route. En se séparent, Buzz découvre une allée pleine de Buzz l’Eclaire et se bat avec un Buzz en ceinture, qui, comme lui, ne se rend pas compte qu'il est un jouet. Le vrai Buzz finit alors par être attaché et enfermé dans une boîte alors que le Buzz en ceinture rejoint les autres jouets après que Rex lui a dit qu’il connaissait la soluce pour vaincre Zurg (l’ennemi juré de Buzz l’Eclair) dans le jeu vidéo. La bande de jouets suit Al jusqu’à son appartement.
Al appelle un réparateur pour qu’il répare Woody, le remettre à neuf et pour peindre le nom d’Andy sur sa botte. Après cela, Jessie est toujours fâché après Woody, elle lui révèle tristement qu'elle appartenait autrefois à une enfant nommée Emily, qui l'aimait et jouait avec elle, jusqu’au jour où elle grandit et qu’elle ne s’intéressât plus au cowgirl pendant que Jessie était sous le lit pendant un certain temps et pendant qu'ils étaient brièvement ensemble, Emily l'a abandonnée avec d'autres jouets. Elle fait comprendre à Woody que leurs enfants finiront par les oubliée contrairement à eux. Avant de partir, Le chercheur d'or avertit Woody que même s'il y retourne, il fera face au même sort que Jessie quand Andy grandira. Woody décide de rester avec eux pour aller au musée pour les sauver, croyant maintenant que tous les jouets finissent par être jetés par leurs propriétaires.
Le vrai Buzz se libère et rattrape ses amis jusqu'à l'appartement, mais il libère accidentellement un jouet de l'empereur Zurg, qui grogne avec colère et le suit pour le détruire, ne réalisant pas qu'il est un jouet. Les jouets se rendent à l'appartement et montent l'ascenseur. Pendant ce temps, Al fait ses valises pour son voyage au Japon, et après son départ, les quatre membres de Western Woody célèbre leurs départ. Lorsque les jouets atteignent l'appartement, ils lance un raid pour sauver Woody et durant le processus, le vrai Buzz intervient pour prouver qu’il est le vrai Buzz en montrant le nom d'Andy sur son pied tout en calmant sont homologues en ceinture. Woody insiste auprès des autres pour ne pas être sauvé en leurs expliquant la situation mais Buzz n’est pas d’accord avec ça et lui rappelle ce que c’est d’être un jouet. Déçu par le choix de Woody, Buzz et les autres décide de rentrer avant le retour d’Andy. 
Après quelques instants de réflexion et grater sa botte où est inscrit le nom d’Andy, Woody change d’avis et préviens à temps Buzz puis il propose à la bande de Western Woody de venir  chez Andy avec lui, mais le chercheur d'or sort de sa boîte et les enferme dans la pièce, révélant avoir saboter l’évasion de Woody pour pouvoir aller au musée, puisqu'il n'a jamais été vendu ou joué avec lui, il ne laissera pas Woody tout gâcher pour lui. Al revient et emballe toute sa collection, et le reste des jouets le poursuivent, mais lorsqu'ils arrivent à l'ascenseur, le jouet de l'empereur Zurg se présente. Le Buzz en ceinture le combat pendant que les autres jouets reprennent la mission de sauvetage et détournent un camion de livraison Pizza Planet sans surveillance et y poursuivent Al jusqu'à l'aéroport avec trois aliens verts mais sans le deuxième Buzz. 
Après être arrivés à l'aéroport, Buzz et son groupe tentent de libérer Woody et Pile-Poil de la valise. Le groupe a ouvert la valise qui contient des lampes de poche et des caméras. Buzz ouvre la valise, mais le chercheur d'or l'assomme et Woody l'attaque furieusement. Soudain, le chercheur d'or déchire à nouveau le bras de Woody avec une pioche. Cependant, Buzz et son groupe viennent à la rescousse de Woody en l'étourdissant avec des caméras. Après que le chercheur d'or ait été attrapé par Buzz, ils fu placé dans le sac d'une petite fille qui aime dessiner sur tous ses jouets. Jessie, cependant, se retrouve en difficulté et reste piégée dans la valise. Woody et Buzz chevauchent Pile-Poil pour la sauver d'être emmenée seule au musée. Woody parvient à trouver Jessie à l'intérieur de l'avion, mais juste au moment où l'avion s’apprête à décoller. Woody trouve un moyen de sortir de l'avion par une petite trappe qui mène à la roue du train d'atterrissage, et utilise sa corde de traction pour le balancer avec Jessie en sécurité sur le dos de Pile-Poil quelques secondes avant le décollage de l'avion. Leur mission accomplie, les jouets rentrent maintenant chez eux en utilisant un chariot à bagages de l'aéroport.
Juste à ce moment-là, Andy rentre du Camp Cowboy. Voyant Jessie, Pile-Poil et les Aliens, il décide de les ajouter à sa collection de jouets, croyant qu’il les a reçus comme cadeau de bienvenue de la part de sa mère. Le lendemain, le bras déchiré de Woody est réparé par Andy lui-même, Woody est ravi que son bras soit fixé par Andy et Bo l'admire. La perte des quatre jouets principales à eu des conséquence terrible chez Al. Pendant ce temps, Buzz devient admiratif vis à vis de Jessie, Mme Patate adopte les extraterrestres à la consternation de M. Patate, tandis qu'un Sifli à trouver un solution pour se réparer alors que Buzz demande à Woody s'il s'inquiète toujours qu'Andy l'abandonne. Woody ne s'inquiète plus et lui déclare que lorsque tout sera fini, il aura Buzz pour lui tenir compagnie.

## Fiche technique
- Titre original : Toy Story 2
- Titre français : Toy Story 2
- Titre québécois : Histoire de jouets 2
- Réalisation : John Lasseter, Ash Brannon et Lee Unkrich
- Scénario : John Lasseter, Andrew Stanton, Pete Docter et Ash Brannon (histoire originale) assistés de Rita Hisao, Doug Chamberlin, Chris Webb et Dan Jeup (scénario) Joe Ranft et David Reynolds (scénariste) (superviseurs de l’histoire)
- Musique :
  - Chansons : Randy Newman
  - Orchestrations : Randy Newman, Jonathan Sacks et Ira Hearshen
- Storyboard : Jim Capobianco, Jan Pinkava, Jill Culton, Jeff Pidgeon, Bob Peterson, Bud Luckey, Angus MacLane, Mark Walsh, Ricky Nierva, Sanjay Patel
- Conception graphique :
  - Direction artistique : Matt White (supervision)
  - Production designers : William Cone et Jim Pearson
  - Cadrage (layout) : Rikki Cleland-Hura et Ewan Johnson (supervision)
  - Décors : David Eisenmann (supervision)
  - Conception des personnages (Modeling) : Eben Ostby (en) (supervision)
- Animation : Glenn McQueen (supervision), assisté de Kyle Balda, Dylan Brown, Doug Sweetland, Jan Pinkava Jimmy Hayward, John Kahrs et James Ford Murphy
  - Ombrage : Brad West (supervision)
  - Éclairage : Jean-Claude Kalache (supervision)
  - Rendu : Don Schreiter (supervision)
- Son : Gary Rydstrom
- Montage : Lee Unkrich, Edie Bleiman et David Ian Salter (en)
- Direction technique : Galyn Susman (supervision), assisté de Oren Jacob et Larry Aupperle
- Directrion de la photographie : Sharon Calahan
- Direction de production : Graham Walters
- Production exécutive : Sarah McArthur
- Production déléguée : Karen Robert Jackson et Helene Plotkin
- Sociétés de production : Pixar Animation Studios, Walt Disney Pictures
- Société de distribution : Buena Vista Pictures
- Budget de production (Estimation) : 90 000 000 $
- Budget publicitaire (Estimation) : 35 000 000 $[2]
- Budget total : 125 000 000 $
- Format : couleurs - 1,85:1 - Dolby Digital - SDDS - DTS
- Durée : 92 minutes
- Dates de sortie[3] :
  - États-Unis : 24 novembre 1999
  - Belgique et France : 2 février 2000

## Distribution
Sauf indication contraire, les informations mentionnées dans cette section peuvent être confirmées par les bases de données cinématographiques  présentes dans la section « Liens externes ».

### Voix originales
- Tom Hanks : Woody
- Joan Cusack : Jessie
- Tim Allen : Buzz Lightyear (Buzz l'Éclair)
- Frank Welker : Bullseye, Buster, Broken toys (Jouets cassés)
- Don Rickles : Mr. Potato Head (M. Patate)
- Jim Varney : Slinky Dog (Zigzag)
- Wallace Shawn : Rex
- John Ratzenberger : Hamm (Bayonne)
- Annie Potts : Bo Peep (La Bergère)
- Wayne Knight : Al McWhiggin
- Estelle Harris : Mrs. Potato Head (Mme Patate)
- Kelsey Grammer : Stinky Pete (Papi Pépite)
- Jodi Benson : Barbie
- John Morris : Andy
- Laurie Metcalf : Mme Davis
- R. Lee Ermey : Sergeant (le Sergent)
- Jonathan Harris : The Cleaner (le Nettoyeur)
- Joe Ranft : Wheezy (Sifli), Heimlich (dans le bêtisier final)
- Andrew Stanton : Emperor Zurg (l'empereur Zurg)
- Jeff Pidgeon : Aliens (Martiens), Mr. Spell (M. Sort)
- Randy Quaid : Slotted pig (Cochon fendu)
- Carole Cook : Clubs
- Bruce Willis : Cow (Vache)
- Jerry Seinfeld : Goat (Chèvre)
- Jason Alexander : Al's Toy Barn mascot (La mascotte de la grange à jouets d'Al)
- Julia Louis-Dreyfus : Sheep (Mouton)
- Michael Richards : Chicken (Poulet)
- Mike Myers : Rooster (Coq)
- Brian Blessed : Cattle (Bétail)
- Harvey Fierstein : Ferret (Furet)
- Alec Baldwin : Turkey (dindon)
- Frank Welker and Bob Bergen : Farm animals (Animaux de la ferme)
- Lee Unkrich and John Lasseter : Rock 'Em Sock 'Em Robots
- Jack Angel : Rocky Gibraltar (Gibraltar rocheux), Shark (requin)
- Debi Derryberry : Amy
- Nicolette Little : Little girl at yard sale (Petite fille au vide-grenier)
- Mickie McGowan : Mom at yard sale (Maman à la vente de garage)
- Bill Farmer : Joe (Jo)
- Carole Jeghers : Emperor Zurg (dialogue additionnel) / Woman (La femme)
- Tyler Bunch : Robots
- Michael Gough : Police officer (Policier)
- Jeannie Elias : Mrs. Konishi (Mme Konishi)
- Philip Proctor : Sign-off voice (Voix de signature), Airline rep (représentant de la compagnie aérienne), Mr. Konishi (M. Konishi)
- Andi Peters : Baggage handler (Bagagistes)
- Dave Foley : Flik (Tilt) (dans le bêtisier final)

Galerie photo des acteurs
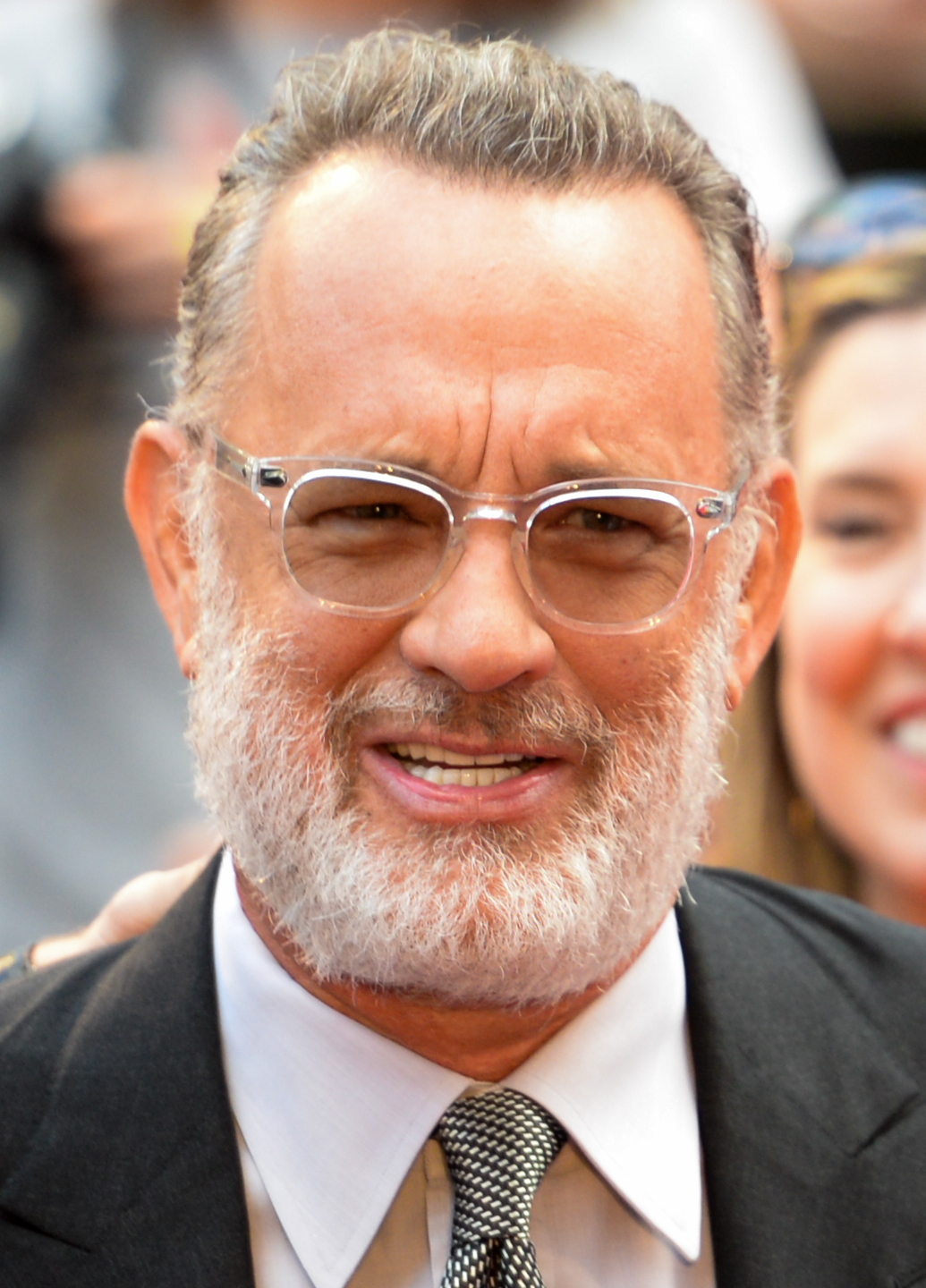
Tom Hanks
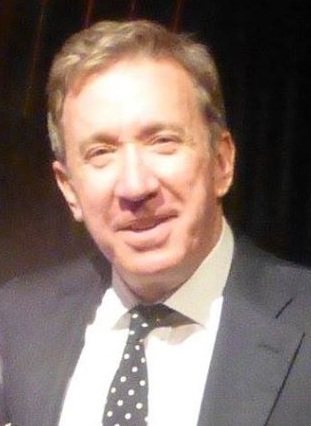
Tim Allen
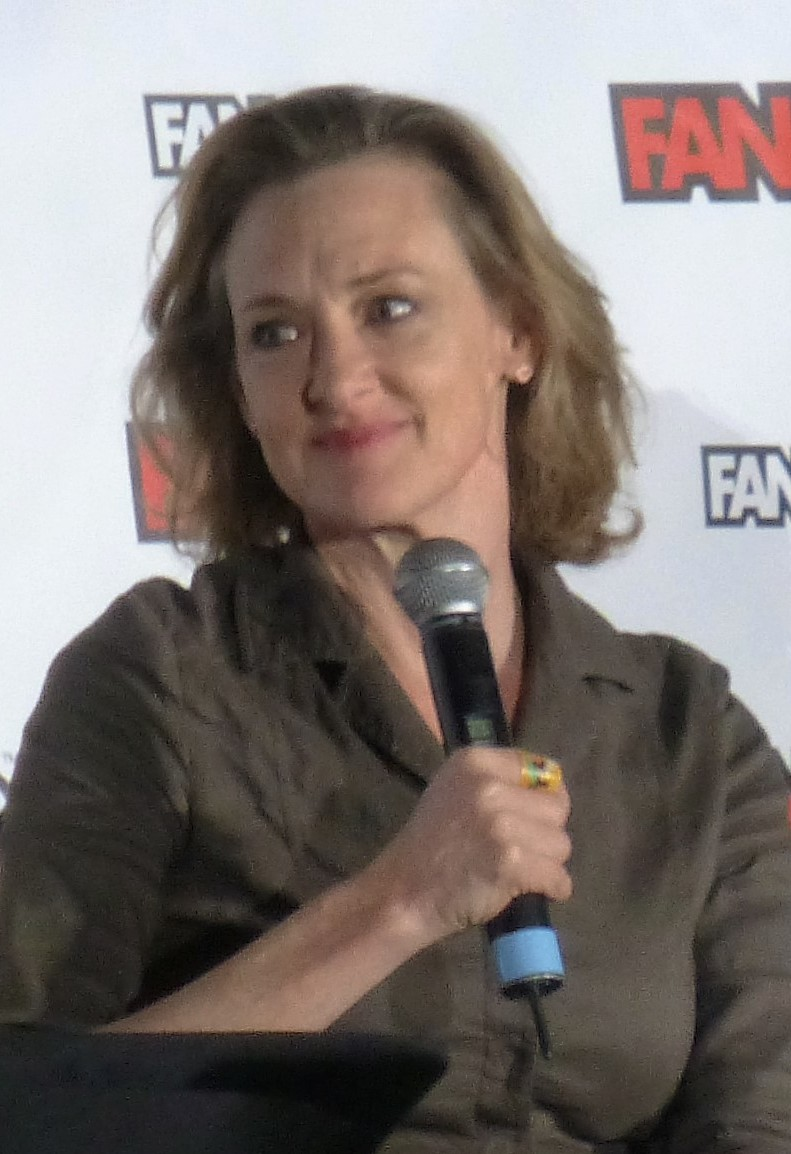
Joan Cusack
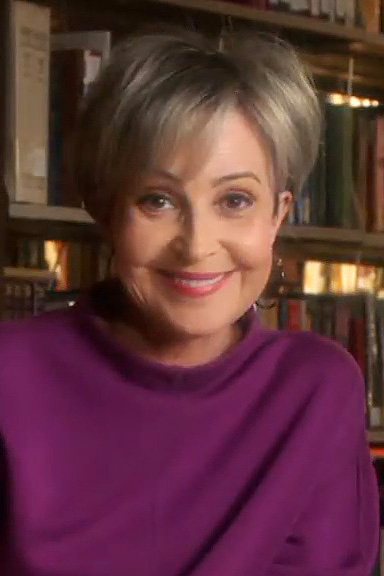
Annie Potts
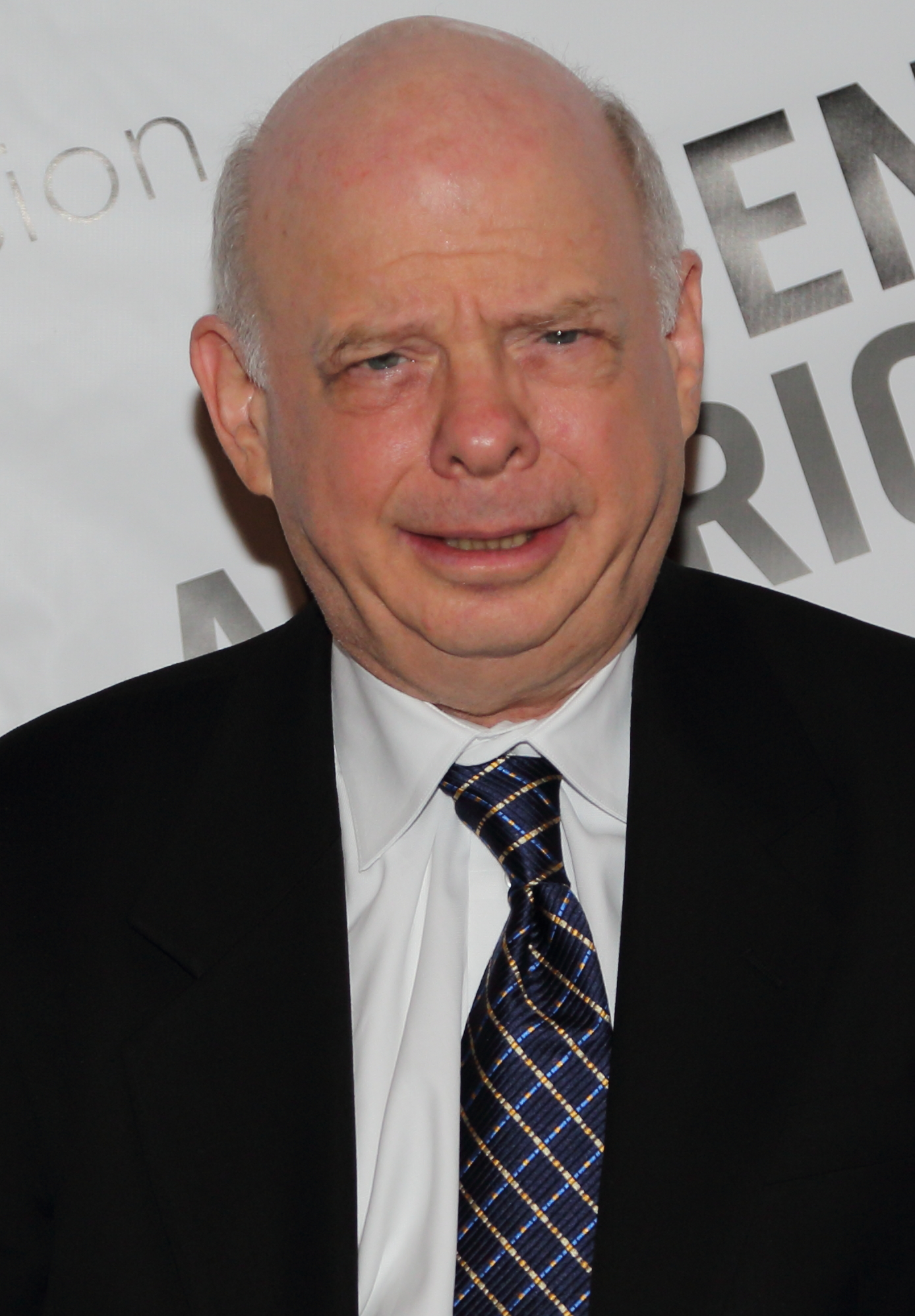
Wallace Shawn
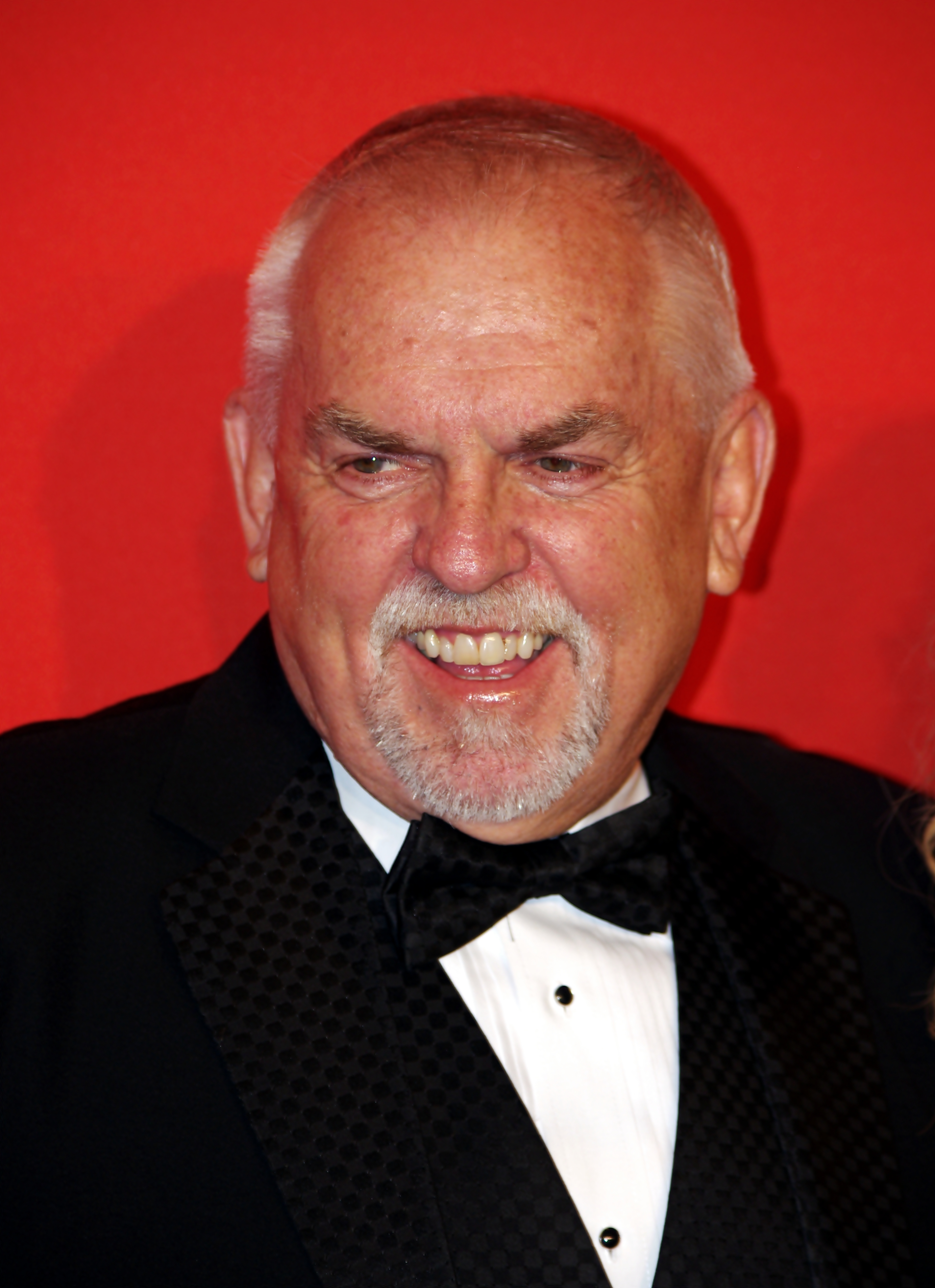
John Ratzenberger
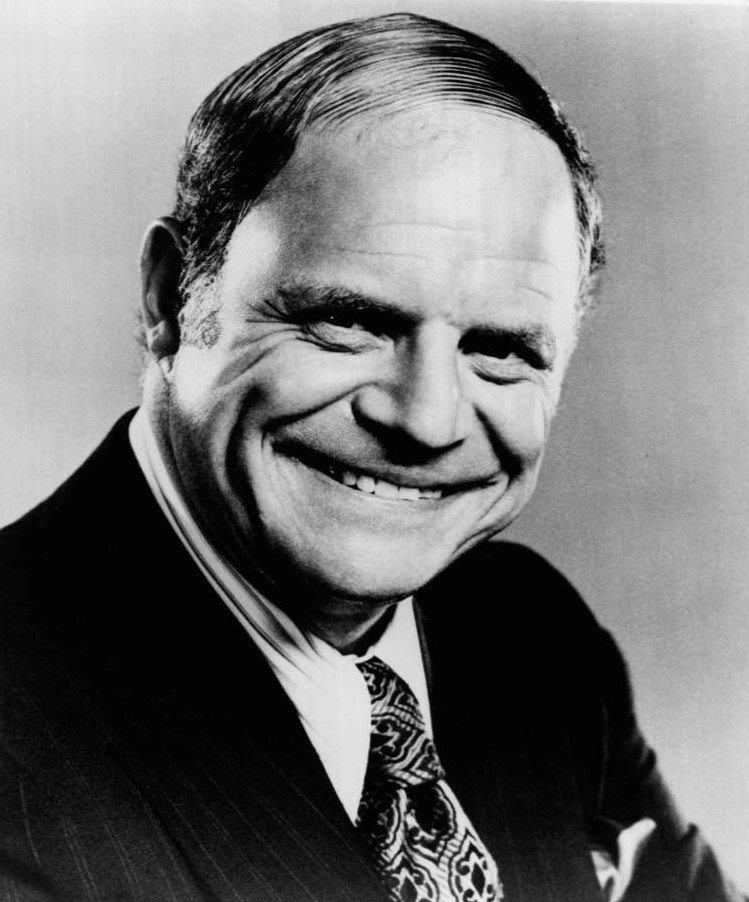
Don Rickles
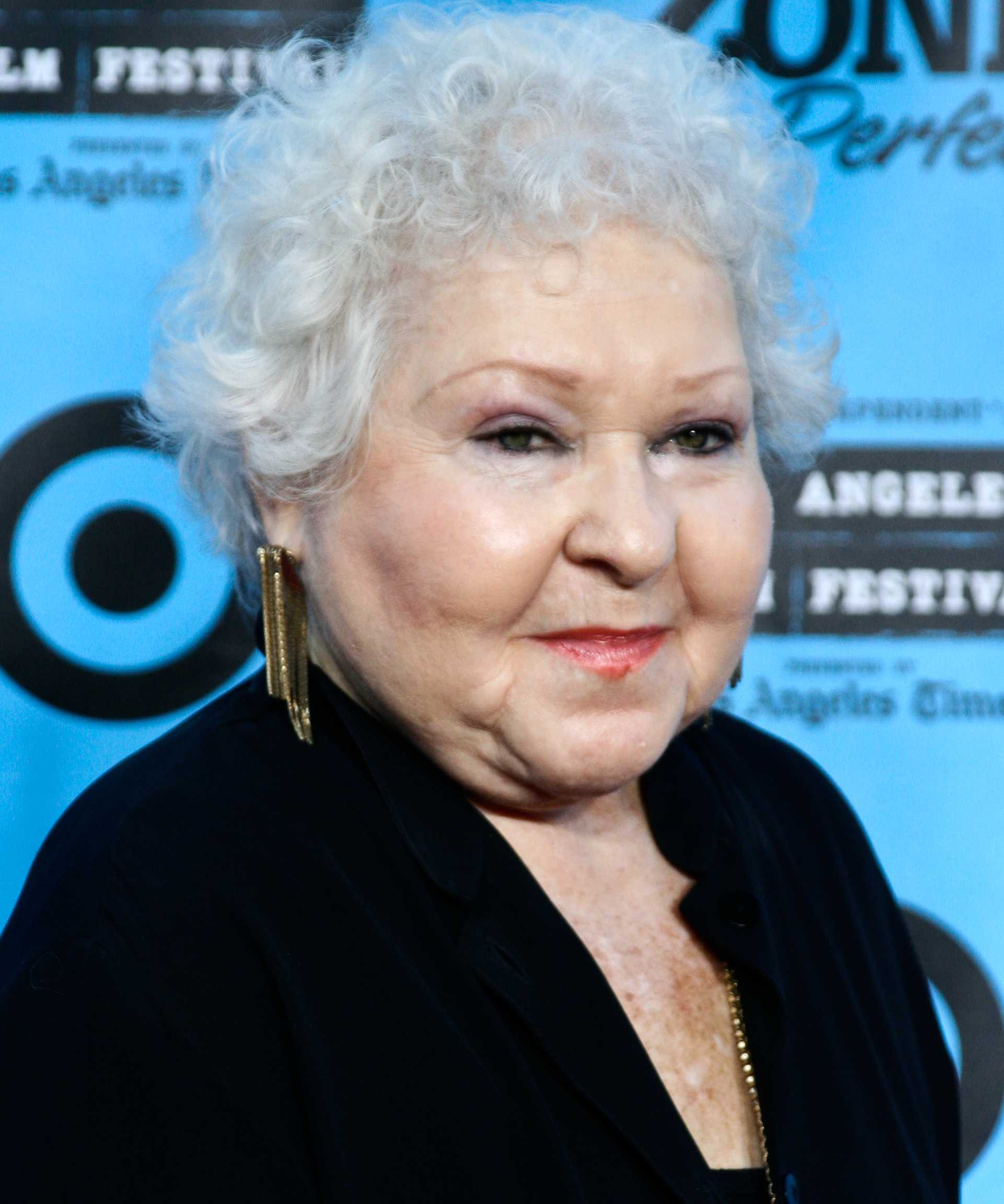
Estelle Harris
R. Lee Ermey
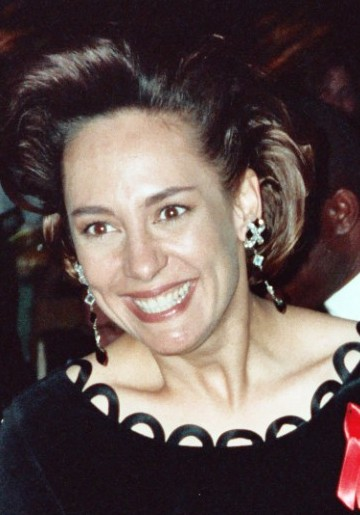
Laurie Metcalf
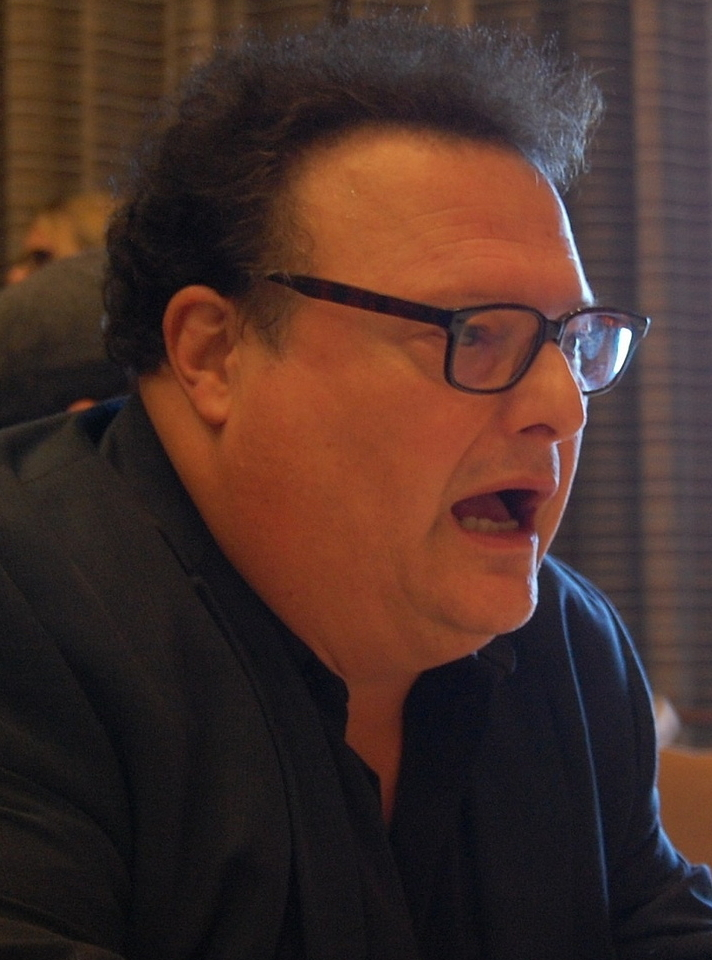
Wayne Knight
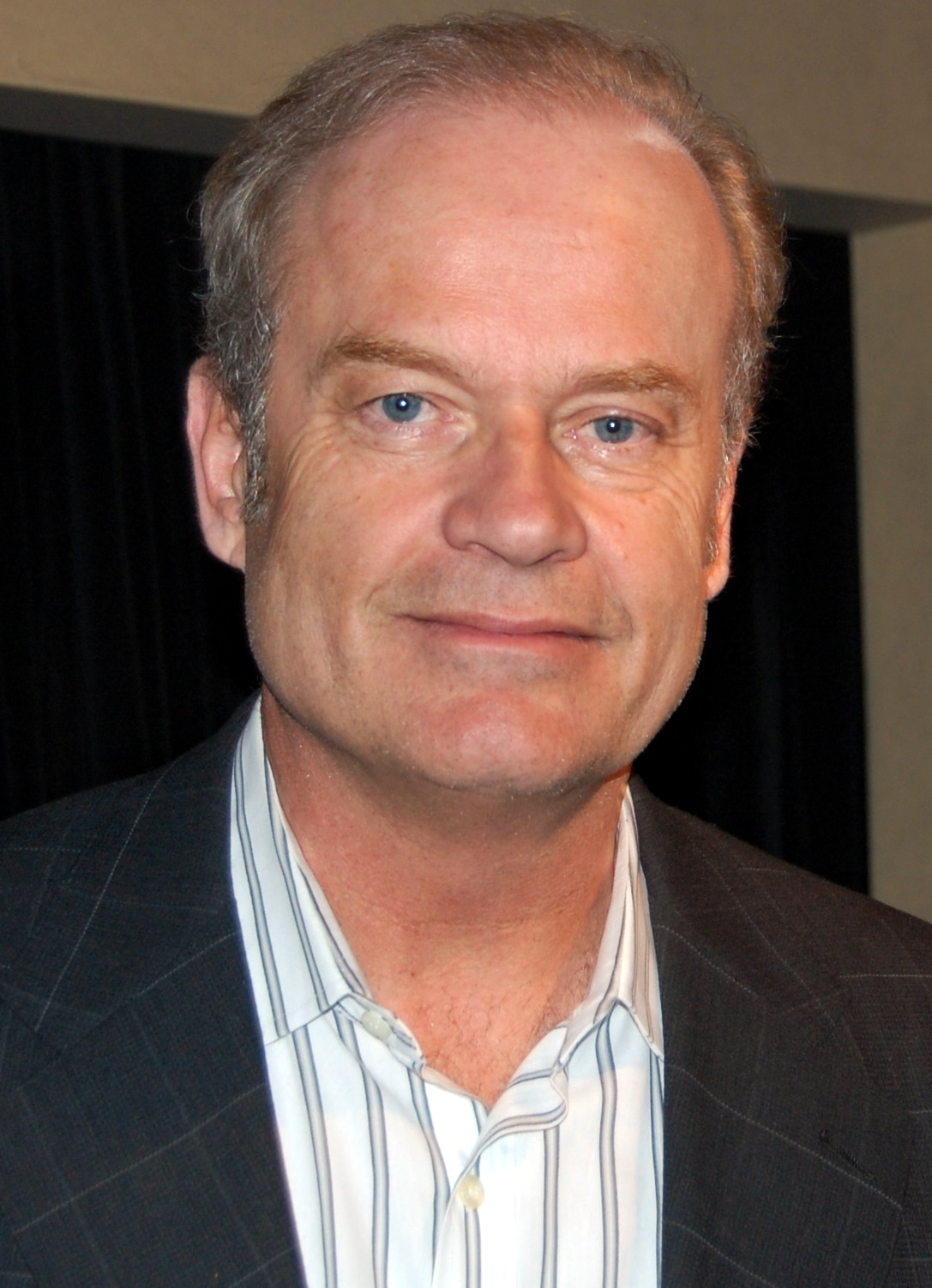
Kelsey Grammer
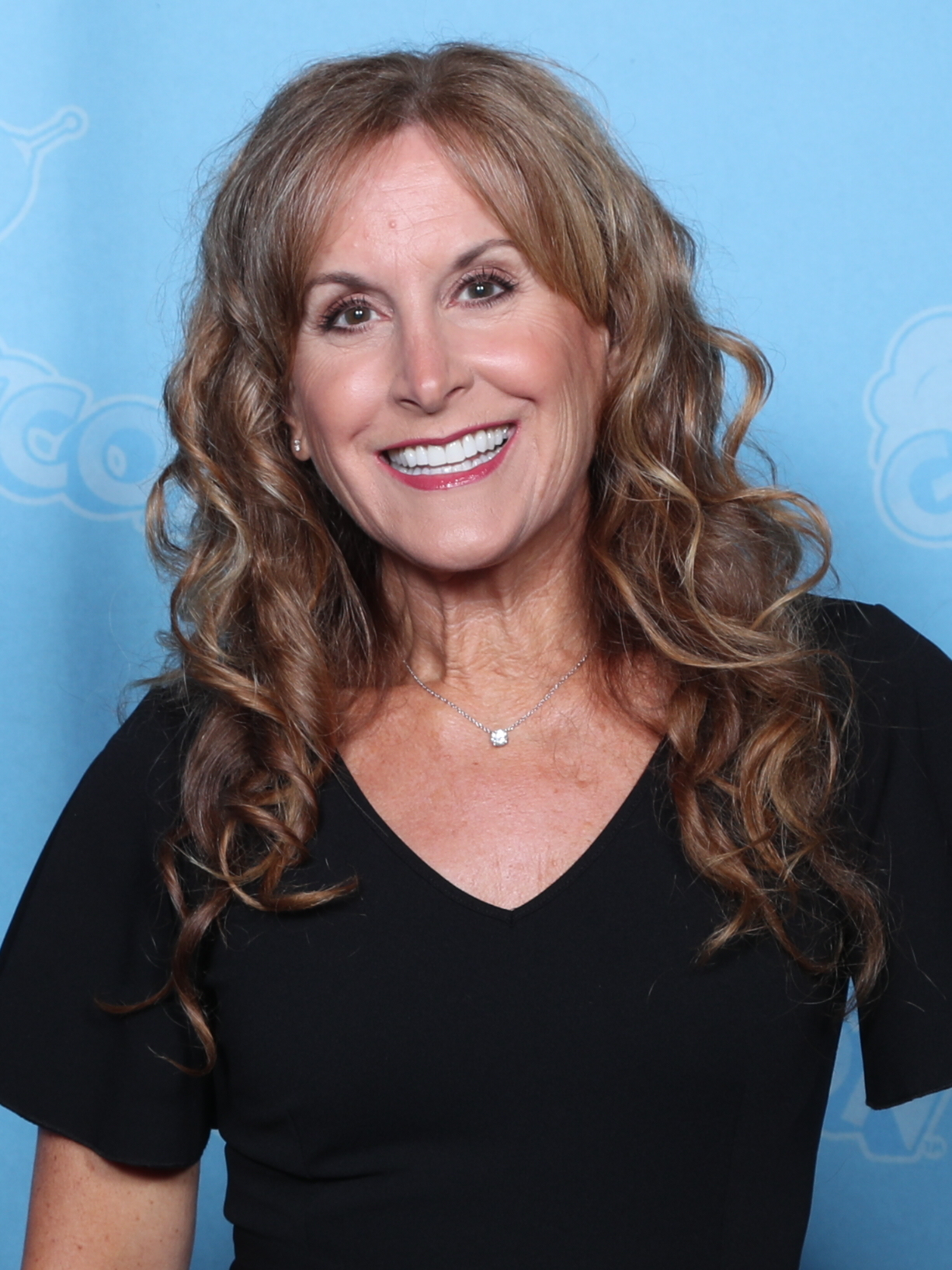
Jodi Benson
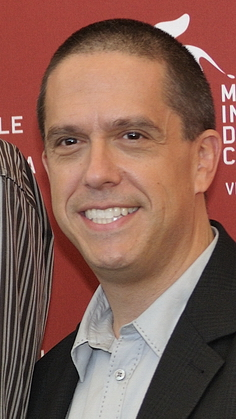
Lee Unkrich
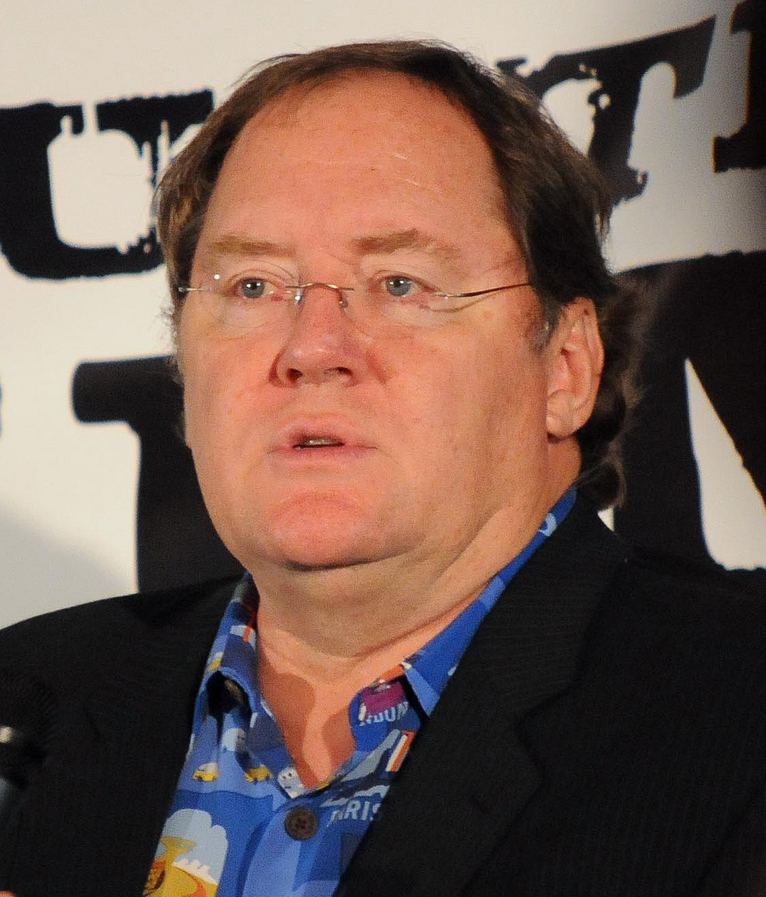
John Lasseter
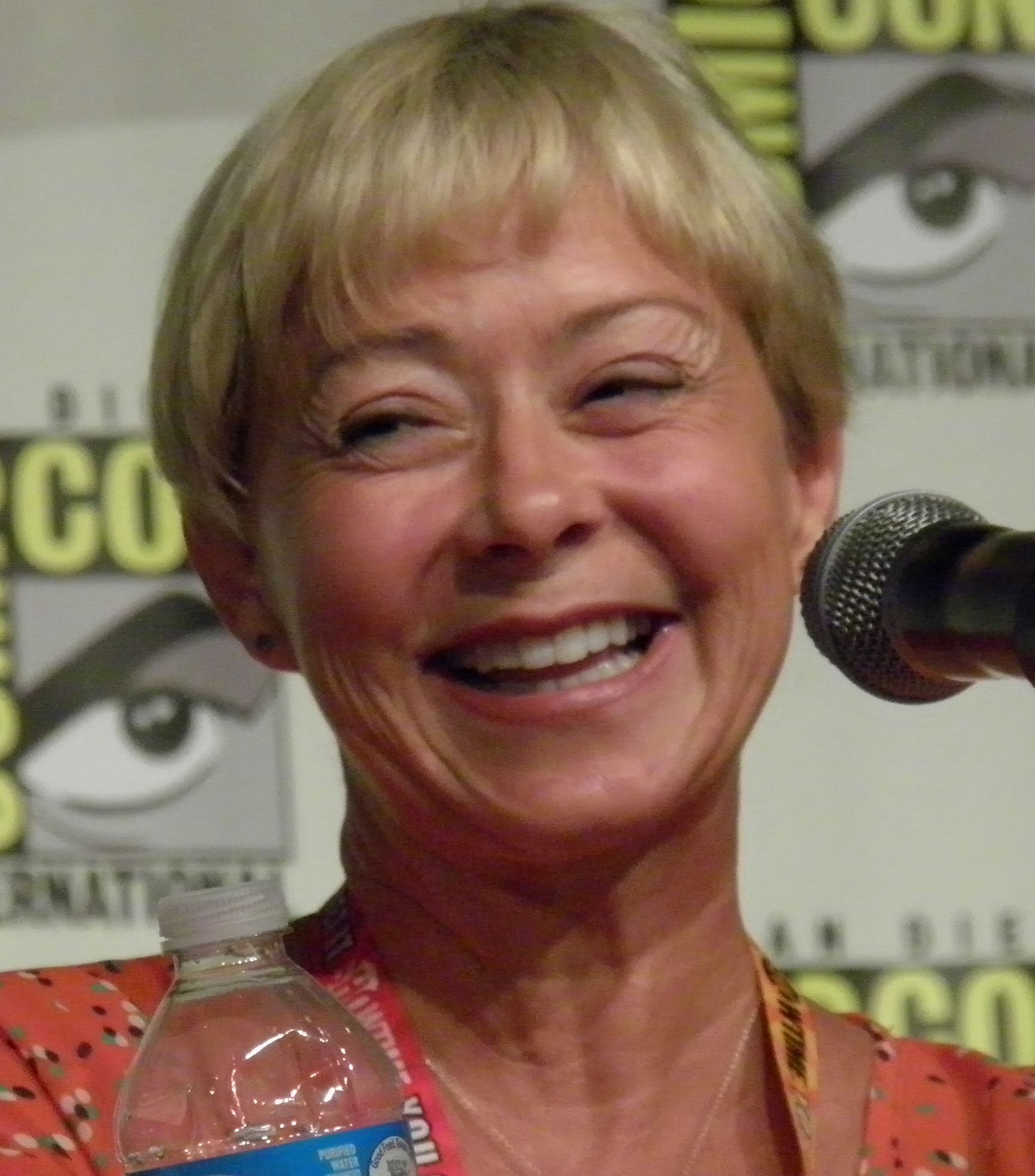
Debi Derryberry
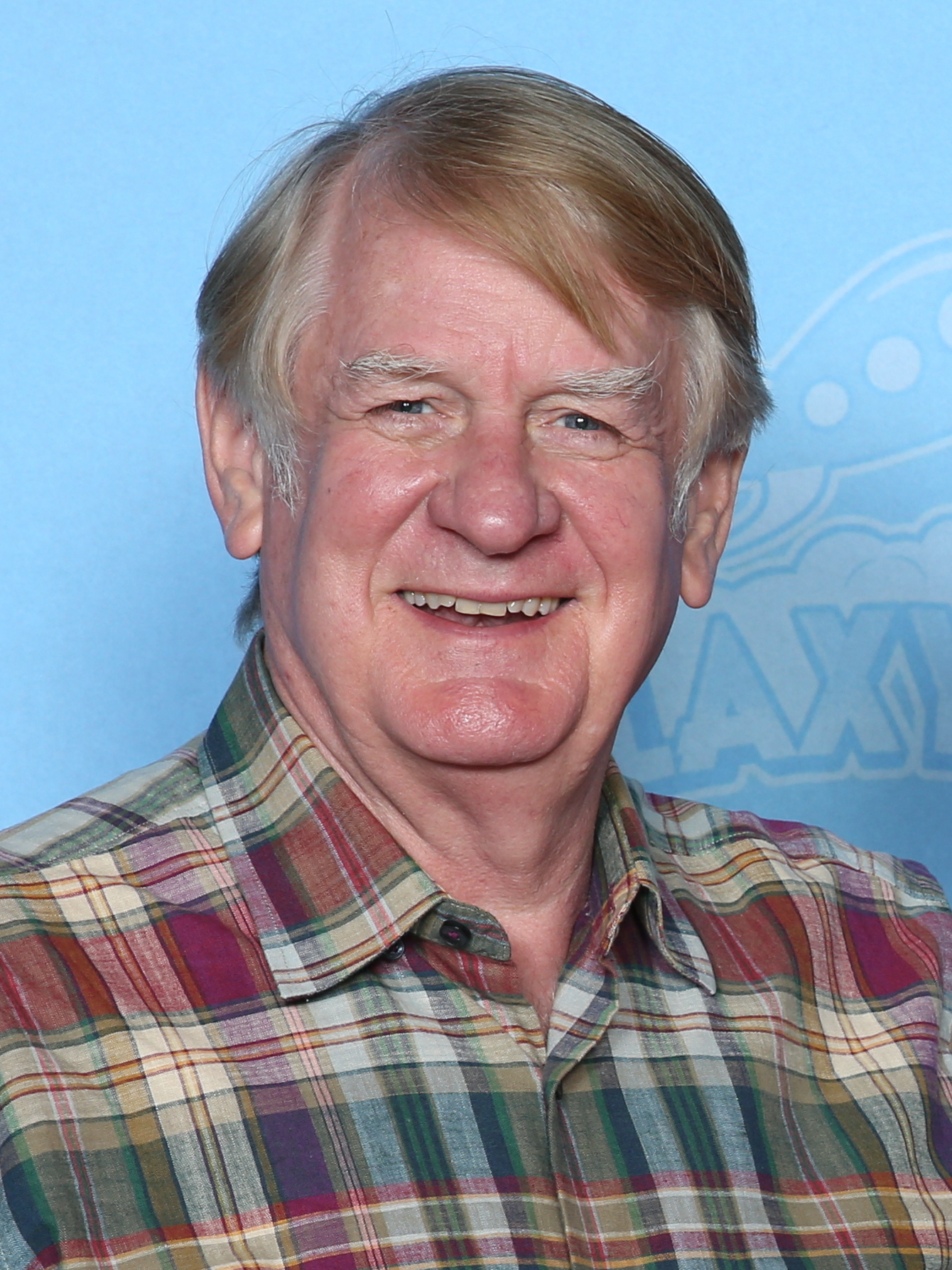
Bill Farmer
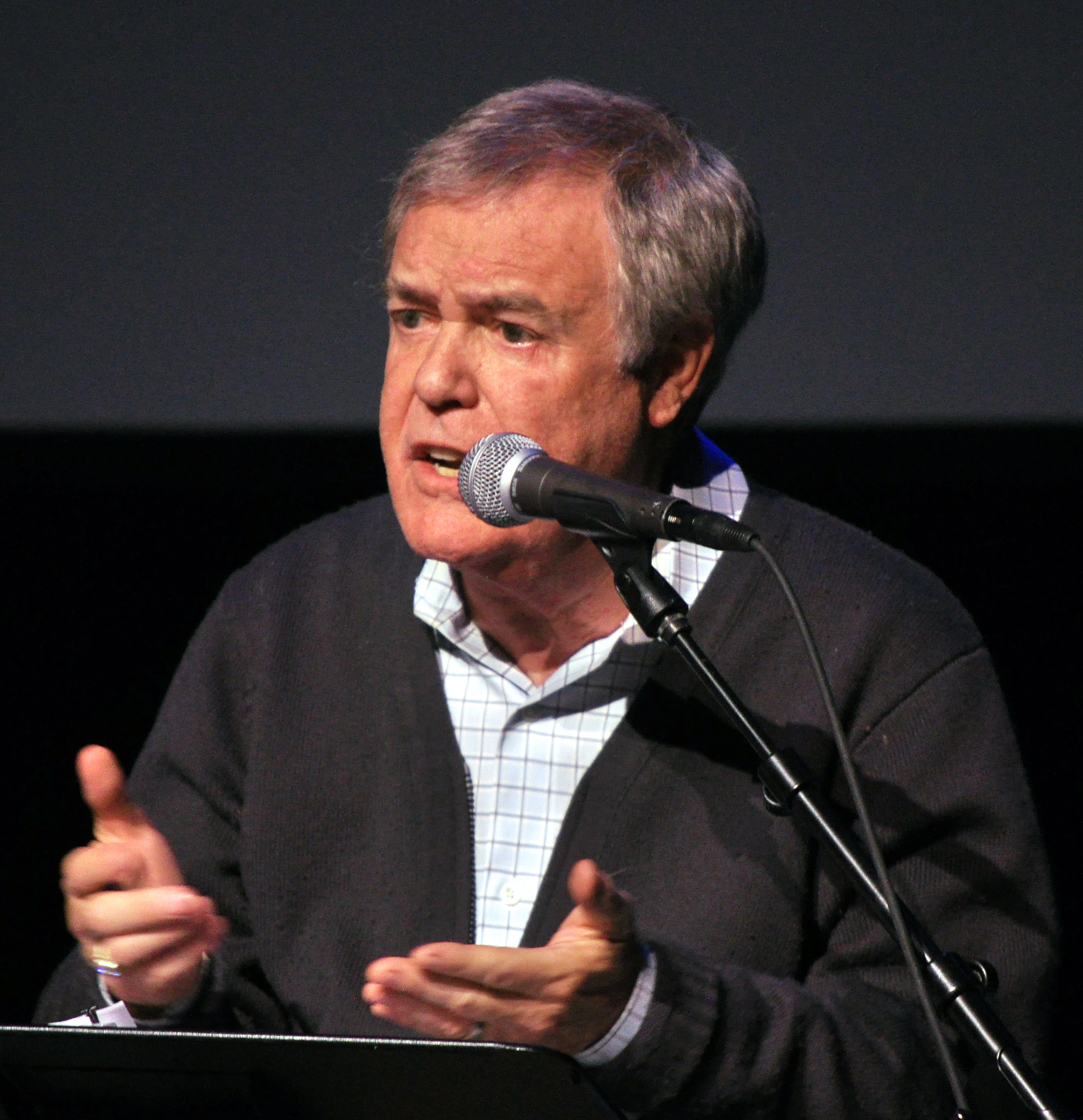
Philip Proctor

### Voix françaises
- Jean-Philippe Puymartin : Woody
- Richard Darbois : Buzz l'Éclair
- Barbara Tissier : Jessie
- Jean-Pierre Denys : M. Patate
- Jacques Balutin : Zigzag
- Henri Guybet : Rex
- Patrick Préjean : Bayonne
- Vanina Pradier : la bergère
- Jacques Frantz : Al McWhiggin
- Arlette Thomas : Mme Patate
- Marie Vincent : Barbie
- Dominique Poulain, Francine Chantereau et Martine Latorre : Barbie (chant)
- Paul Nivet : Andy
- Dominique Paturel : le chercheur d'or
- Isabelle Ganz : Mme Davis
- Marc Alfos : le Sergent
- Jean-Claude Donda : le Nettoyeur / un des Aliens
- Thierry Wermuth : Sifli / Tilt (dans le bêtisier final)
- Daniel Beretta : Sifli (chant)
- Laurent Gamelon : l'empereur Zurg
- Adrien Antoine et Christophe Lemoine : Les Aliens
- Jean-Loup Horwitz : Heimlich (dans le bêtisier final)
- Myriam Morea : soliste Quand elle m'aimait
- Georges Costa, Michel Costa et Olivier Constantin: chanteurs dans Western Woody
- Kelly Marot : Petite fille au vide-grenier / petite fille à l'aéroport / Justine
- Laurent Morteau et Sophie Riffont : Voix Additionnelles

Source : doublanim.fr

### Voix québécoises
- Alain Zouvi : Woody
- Mario Desmarais : Buzz Lightyear
- Violette Chauveau : Jessie
- Louis-Georges Girard : M. Patate
- Carl Béchard : Slinky
- François Sasseville : Rex
- Benoît Rousseau : Hamm
- Nathalie Coupal : Bo Peep
- Marc Bellier : Al McWhiggin / M. Sort
- Mireille Thibault : Mme Patate
- Christine Bellier : Barbie
- Kim Jalabert : Andy
- Natalie Hamel-Roy : Mme Davis / Maman au vide-grenier
- Aubert Pallascio : le Sergent / Représentant de la compagnie aérienne / Transporteur de bagages
- Claude Préfontaine : Gerri, le Nettoyeur
- Raymond Bouchard : Stinky Pete, le Prospecteur
- Bernard Fortin : Wheezy
- Vincent Potel : Wheezy (chant) / chanteur du générique
- Éric Gaudry : l'empereur Zurg
- Claudia-Laurie Corbeil : Fille au vide-grenier
- Pierre Auger : Voix d'approbation / Employé de jouet d'Al / Employé de l'aéroport
- Jacques Lavallée : Annonceur de "Woody's Roundup" / Voix du tournage
- Joël Legendre : Joe
- Patrice Dubois : M. Konishi
- Aline Pinsonneault : Amy
- Jean-Luc Montminy : le metteur en scène (générique)
- Gilbert Lachance : Flik (générique)
- Yves Massicotte : Heimlich (générique)
- Nancy Fortin : soliste Du temps qu'elle m'aimait
- José Paradis : chanteur dans Le Ranch à Woody

Source : Doublage.qc.ca

## Distinctions

### Récompenses
- Golden Globes 2000 : Meilleur film musical ou comédie.
- Annie Awards : 
  - Outstanding Achievement in an Animated Theatrical Feature.
  - Outstanding Individual Achievement for Directing in an Animated Feature Production.
  - Outstanding Individual Achievement for Music in an Animated Feature Production.
  - Outstanding Individual Achievement for Storyboarding in an Animated Feature Production.
  - Outstanding Individual Achievement for Voice Acting by a Female Performer in an Animated Feature Production.
  - Outstanding Individual Achievement for Voice Acting by a Male Performer in an Animated Feature Production.
  - Outstanding Individual Achievement for Writing in an Animated Feature Production.
- ASCAP Award : Top Box Office Films
- Grammy Awards : Meilleure musique écrite pour un film animé, Television ou autre média visuel
- Satellite Awards : 
  - Best Motion Picture, Animated or Mixed Media
  - Meilleure Musique Originale

### Nominations
- Golden Globes 2000 : Meilleur film musical ou comédie
- Oscars : Meilleure chanson originale (When She Loved Me)
- Saturn Awards : 
  - Meilleur film fantastique
  - Meilleure Musique
- Annie Awards : 
  - Outstanding Individual Achievement for Character Animation
  - Outstanding Individual Achievement for Production Design in an Animated Feature Production
- Grammy Awards : Best Score Soundtrack Album for a Motion Picture, Television or Other Visual Media
- Kids' Choice Awards : Film favori

## Sorties cinéma
Sauf mention contraire, les informations suivantes sont issues de l'Internet Movie Database.

### Premières
- États-Unis : 13 novembre 1999 (avant-première); 19 novembre 1999 (première à Los Angeles), 24 novembre 1999 (sortie nationale)
- Canada : 24 novembre 1999
- Argentine, Australie, Malaisie, Nouvelle-Zélande, Singapour : 2 décembre 1999
- Thaïlande : 10 décembre 1999
- Brésil, Mexique : 17 décembre 1999
- Corée du Sud : 18 décembre 1999
- Colombie : 25 décembre 1999
- Philippines : 4 janvier 2000
- Philippines : 26 janvier 2000
- Pologne, Portugal : 28 janvier 2000
- Belgique, France : 2 février 2000
- Allemagne, Hong Kong, Suisse : 3 février 2000
- Norvège, Espagne, Suède : 4 février 2000
- Danemark, Islande, Italie, Portugal, Royaume-Uni : 11 février 2000
- Pays-Bas : 17 février 2000
- Finlande : 18 février 2000
- République tchèque : 2 mars 2000
- Japon : 11 mars 2000
- Estonie, Koweït, Russie : 17 mars 2000
- Israël : 6 avril 2000
- Hongrie, Slovénie : 13 avril 2000
- Turquie : 12 mai 2000

### Ressorties principales
Dans la plupart de ces pays, le film est ressorti dans une version en relief (projection en relief stéréoscopique) et a été présenté avec Toy Story, avant la sortie du troisième volet.
- Italie : 6 septembre 2009 (Festival de Venise)
- Canada, Royaume-Uni et États-Unis : 2 octobre 2009
- Mexique et Espagne : 23 octobre 2009
- Bulgarie : 30 octobre 2009
- Turquie : 8 janvier 2010
- Grèce : 14 janvier 2010
- Australie : 21 janvier 2010
- Argentine : 4 février 2010
- Pologne : 5 février 2010, version 2D
- Japon : 6 février 2010
- Pérou : 18 février 2010
- Brésil : 26 février 2010
- Singapore : 15 avril 2010
- Philippines : 21 avril 2010
- France[5], Belgique et Pays-Bas : 5 mai 2010
- Allemagne : 27 mai 2010
- Portugal : 1er juin 2010

## Sorties vidéo
- 17 octobre 2000 : VHS et DVD (Québec) avec doublage québécois et format 4/3
- 9 novembre 2000 : VHS et DVD (France)
- Janvier 2001 : Coffret Pixar 3 films : Histoire de jouets, Une vie de bestiole et Histoire de jouets 2 (Québec)
- 2005 : DVD Collector (France)
- 26 décembre 2005 - DVD Collector 2 disques (Québec)
- 2006 : Coffret 6 films Pixar (France)
- 26 octobre 2006 - Coffret Toy Story 2 films (France)

## Production
Le film était à l'origine développé par Disney et devait sortir directement en vidéo. Mais leur scénario fut jugé tellement mauvais par John Lasseter et ses collaborateurs qu'ils proposèrent de développer le film eux-mêmes, pour une sortie en salles et dans un temps record. Les équipes de Pixar reprirent donc à zéro l'histoire et la production, 9 mois avant la sortie du film.
À la suite d'un effacement par erreur et d'un problème de sauvegarde automatique, le film faillit être définitivement perdu. Par chance, la directrice technique Galyn Susman, alors en congé maternité, en possédait une copie.
Le film contient de nombreuses références ou clins d'œil au cinéma. 
- Au tout début du film, quand le logo Disney apparaît dans l'espace, on voit à l'arrière-plan une constellation représentant Luxo Jr. (la lampe qui fait office de logo à Pixar).
- Quand Buzz rentre dans le repaire de Zurg, il marche sur des dalles sonores qui jouent le thème de 2001, l'Odyssée de l'espace.
- Quand les jouets regardent la télé, les chaines défilent et on peut voir des extraits des courts métrages de Pixar (Tin Toy, Luxo Jr., Le Joueur d'échecs…).
- références à Star Wars :
  - À l'intérieur du casque de Buzz, on entend la respiration de Dark Vador.
  - La caméra de surveillance sortant d'un mur n'est pas sans rappeler celle du Retour du Jedi à l'entrée de chez Jabba ; c'est d'ailleurs le même bruitage qui est utilisé ici.
  - Quand Buzz détruit la caméra, on entend le bruit du laser d'un Stormtrooper.
  - Quand Buzz touche l'hologramme de la pile d'énergie, on entend le bruit d'un sabre laser.
  - Quand Buzz est envoyé de force dans un jeu de sculptures en clous (pinart), l'empreinte qu'il laisse rappelle celle de Han Solo quand il se fait congeler dans la carbonite.
  - Dans le conduit d'aération, l'autre Buzz croit entendre les murs se rétracter, ce qui rappelle la scène d'Un nouvel espoir dans laquelle Luke et ses compagnons sont enfermés dans le vide-ordures de l'Étoile noire où les murs se rapprochent progressivement les uns des autres, menaçant de broyer les héros.
  - Zurg annonce à Buzz qu'il est son père, parodiant l'aveu de Dark Vador à Luke Skywalker.
- La poursuite de la voiture par Rex dans l'allée du magasin de jouets est un clin d'œil à Jurassic Park.
- L'évasion de Buzz du magasin de jouets fait référence aux Aventuriers de l'arche perdue.
- Le blocage de la porte d'entrée avec le chapeau melon noir de monsieur Patate est une référence au film de James Bond, Goldfinger.
- Lorsque Buzz se trouve au magasin de jouets Al's Toy Barn, (« La Ferme aux jouets de Al »), on peut apercevoir à l'arrière-plan des jouets représentant les personnages du film 1 001 Pattes avant qu'il ne tombe sur le rayon Buzz l'éclair.
- Dans la scène supplémentaire du bêtisier du générique de fin, on peut apercevoir Tilt la fourmi et Heimlich la chenille, deux personnages de 1 001 Pattes (1998).
- Le réparateur de jouets et nettoyeur qui remet Woody en état neuf représente Geri, le vieillard de l'histoire Le Joueur d'échecs.
- Lorsque les deux Buzz se séparent, l'un d'eux fait le salut vulcain de Spock de Star Trek (les doigts écartés excepté l'annulaire et le majeur qui restent soudés).
- La musique accompagnant l'ascenseur qu'Al utilise est le thème principal de 1 001 Pattes.

## Sortie et accueil
La sortie de Toy Story 2 à Paris constitue la première projection publique de cinéma numérique en Europe réalisée par Philippe Binant avec la technologie DLP Cinema de Texas Instruments (2 février 2000),.
Dès le 24 novembre 1999, le film engrange 80,1 millions de USD en 5 jours.
Le film est souvent considéré comme le meilleur de la saga Toy Story.[réf. nécessaire] Le site Rotten Tomatoes lui accorde une note de 100 %, plus que Toy Story 3 qui lui a un score de 99 %.
Plus d'1 million de VHS du film furent vendues en France.[réf. nécessaire]
Joss Whedon a avoué que Toy Story 2 était un de ses films préférés.[réf. nécessaire]

## Box-office
- Recettes États-Unis : 245 852 179 $
- Recettes mondiales : 485 621 671 $

| Pays      | Nombre d'entrées |                    | Pays      | Nombre d'entrées |
| --------- | ---------------- | ------------------ | --------- | ---------------- |
| Allemagne | 2 948 160        |                    | Italie    | 983 330          |
| Autriche  | 322 012          | Luxembourg         | 33 500    |                  |
| Belgique  | 500 000          | Norvège            | 313 715   |                  |
| Bulgarie  | 8 576            | Pays-Bas           | 451 121   |                  |
| Danemark  | 450 464          | Pologne            | 550 556   |                  |
| Espagne   | 3 042 688        | République tchèque | 88 929    |                  |
| Finlande  | 207 445          | Turquie            | 120 762   |                  |
| France    | 4 490 932        | Royaume-Uni        | 9 976 606 |                  |
| Hongrie   | 144 908          | Suède              | 517 842   |                  |
| Islande   | 55 876           | Suisse             | 267 591   |                  |

## Suppression d'une scène bonus sexiste
Le 2 juillet 2019, la presse indique que Disney a supprimé à la suite de l'affaire Harvey Weinstein une scène bonus de Toy Story 2 jugée sexiste dans les dernières éditions bluray et numériques sorties en juin 2019, dans laquelle le prospecteur promet à deux Barbie jumelles de jouer dans le prochain film avec un rire salace, typique d'une promotion canapé,.
Quelques mois plus tard, cette suppression est associée par le magazine français Arrêt sur images au départ de John Lasseter pour sa conduite similaire à Harvey Weinstein: « La séquence post-générique dans laquelle le vieux prospecteur est surpris en train de faire des avances déplacées à des poupées Barbie, a été retirée des copies en circulation depuis que John Lasseter a dû quitter la compagnie à la suite d'accusations de harcèlement sexuel. »

## Produits dérivés
- Une adaptation en jeu vidéo, Toy Story 2 : Buzz l'Éclair à la rescousse !, est sortie en 1999 et 2000 sur PC Windows, Nintendo 64, PlayStation, Dreamcast et Game Boy Color.